# Lundomys molitor
Lundomys molitor és una espècie de mamífer rosegador de la família dels cricètids. Viu al sud-est del Brasil i el sud de l'Uruguai, però en el passat tenia un àmbit de distribució més extens que arribava fins a l'Argentina. Es tracta d'un animal nocturn i semiaquàtic. El seu hàbitat natural són les ribes dels rius i rierols. Està amenaçat per la destrucció de les zones humides i els aiguamolls.